# Rhizomys sumatrensis
Rhizomys sumatrensis — вид гризунів родини Spalacidae, поширений у Камбоджі, Китаї, Індонезії, Лаосі, Малайзії, М'янмі, Таїланді та В'єтнамі. Особини можуть досягати довжини майже 50 см з хвостом 20 см і важити до 4 кілограмів.
Їхній типовий раціон включає коріння бамбука, але вони також харчуються культивованою тапіокою та цукровою тростиною. На них, своєю чергою, полюють люди як їжу.